# جکس جونز
تیموچین فابین کونگ وا آلو (به انگلیسی: Timucin Fabian Kwong Wah Aluo) (متولد ۱۵ ژوئیه ۱۹۸۷) که به‌طور حرفه‌ای با نام «جکس جونز» شناخته می‌شود، دی‌جی، تهیه‌کننده موسیقی، آهنگساز، خواننده و ریمیکس‌کننده انگلیسی است. او بیشتر بخاطر همکاری با دوک دومونت (Duke Dumont) در آهنگ «تو را به دست آوردم» (I Got You) در سال ۲۰۱۴ که در جدول تک‌آهنگ‌های بریتانیا در رتبهٔ نخست قرار گرفت و همچنین آهنگ «تو من را نمی‌شناسی» (You Don't Know Me) با همکاری ری (Raye) که به رتبهٔ سوم جدول تک‌آهنگ‌های بریتانیا رسید شناخته می‌شود. او آهنگی را نیز با نام «این واقعی است» (This Is Real) با همکاری سلنا گومز در دست انتشار دارد.

## پی‌نوشت
1. ↑  "ACE Repertory | Writers: ALUO TIMUCIN FABIAN KWONG WAH, Performers: Jax Jones feat. Selena Gomez". www.ascap.com. Retrieved 15 July 2017.